# Speleofauna

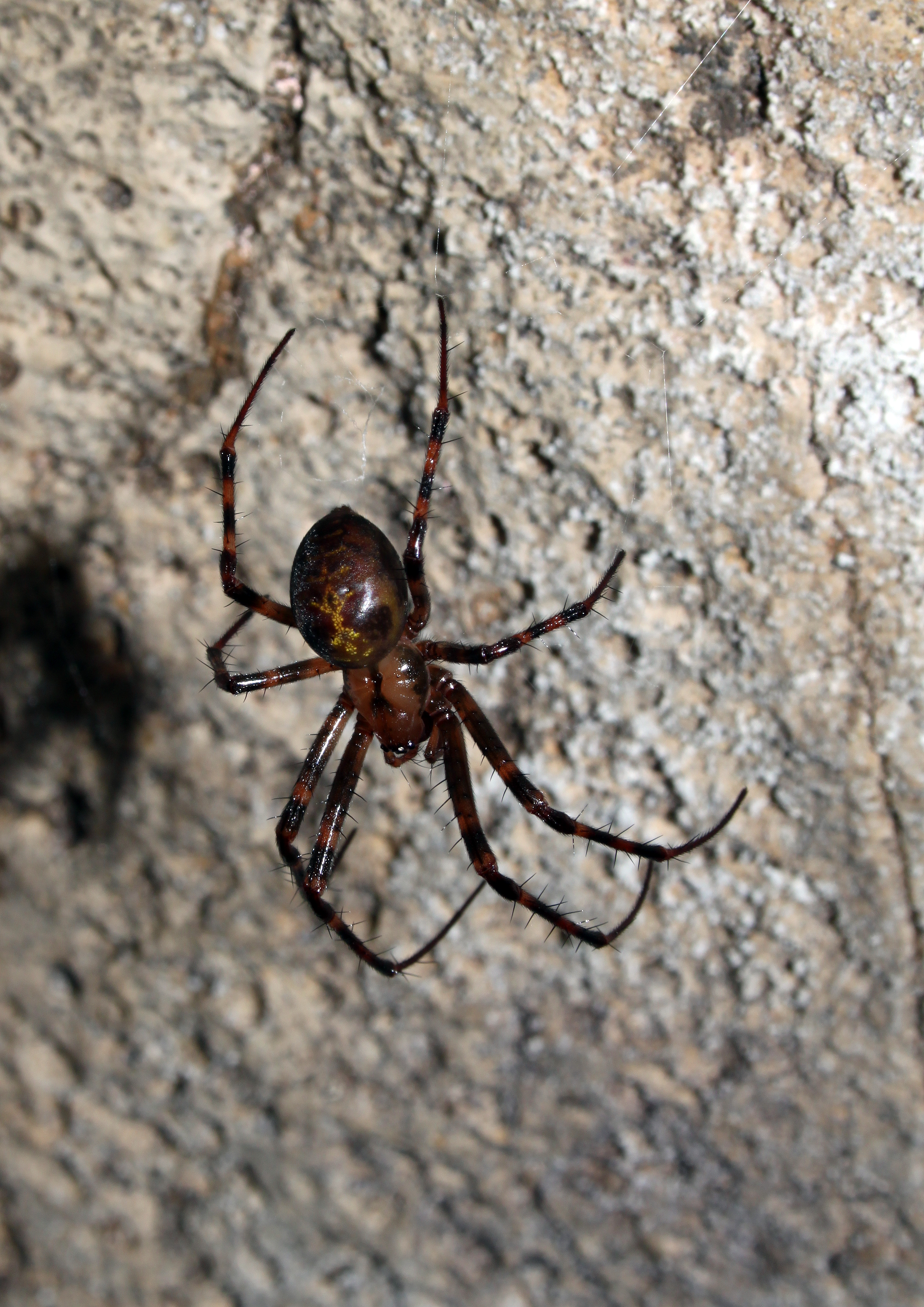
Sieciarz jaskiniowy

Speleofauna – fauna jaskiń, element fauny wód podziemnych (stygal) – stygonu oraz fauna lądowa zamieszkująca jaskinie, groty i twory antropogeniczne takie jak sztolnie, kopalnie. Speleofauna przystosowana jest do życia w środowisku całkowitego lub częściowego braku światła i dużą wilgotnością (pomijając hydrobionty żyjące w wodach jaskiń). Gatunki zamieszkujące jaskinie orientację przestrzenną zawdzięczają wyspecjalizowanym narządom zmysłu, innym niż wzrok, np. dotyk, echolokacja. 
Przedstawicielem speleofauny jest odmieniec jaskiniowy (Proteus anguinus)